# Shreveport International 1975
Il Shreveport International 1975 è stato un torneo di tennis. È stata la 1ª edizione del Shreveport International, che fa parte del Commercial Union Assurance Grand Prix 1975. Si è giocato a Shreveport negli USA, dal 4 al 9 marzo 1975.

## Campioni

### Singolare
Juan Gisbert ha battuto in finale  Wojciech Fibak con il punteggio di 6–3 5–7 6–1

### Doppio
William Brown /  Juan Gisbert hanno battuto in finale  Janos Benyik /  Robert Machan con il punteggio di 6–4, 6–4